# Exocarpos longifolius
Exocarpos longifolius là một loài thực vật có hoa trong họ Santalaceae. Loài này được (L.) Endl. mô tả khoa học đầu tiên năm 1836.